# 假水生龙胆
假水生龙胆（学名：Gentiana pseudo-aquatica）是龙胆科龙胆属的植物。分布于朝鲜、蒙古、俄罗斯、印度以及中国大陆的河南、青海、新疆、东北、西藏、甘肃、四川、内蒙古、山西、河北等地，生长于海拔1,100米至4,650米的地区，多生于山谷潮湿地、林间、河滩水沟边、山坡草地、沼泽草甸或林下，目前尚未由人工引种栽培。